# Instituto D. João V
Lo Instituto D. João V, a volte abbreviato in IDJV, è una squadra portoghese di calcio a 5 che gioca a Pombal. Nella stagione 2006/2007 ha disputato Campeonato Nacional de Futsal.
Con questa denominazione la squadra si è aggiudicata la Taça de Portugal de Futsal nella stagione 1998/1999, giungendo alla finale anche due stagioni dopo. Per un breve periodo, nei primi anni 2000, la società ha avuto come denominazione Sporting Clube de Pombal.

## Rosa 2009/2010
| N. |                       | Ruolo | Calciatore   |
| -- | --------------------- | ----- | ------------ |
|    | Portogallo (bandiera) | POR   | Caio         |
|    | Portogallo (bandiera) | POR   | André        |
|    | Portogallo (bandiera) | DIF   | João Castro  |
|    | Portogallo (bandiera) | DIF   | Mourão       |
|    | Portogallo (bandiera) | LAT   | Fábio Aguiar |
|    | Portogallo (bandiera) | LAT   | Ciro         |
|    | Portogallo (bandiera) | LAT   | Eli          |

| N. |                       | Ruolo | Calciatore   |
| -- | --------------------- | ----- | ------------ |
|    | Portogallo (bandiera) | LAT   | Miguel Silva |
|    | Portogallo (bandiera) | LAT   | Ruizinho     |
|    | Portogallo (bandiera) | LAT   | Batalha      |
|    | Portogallo (bandiera) | PIV   | Pimpolho     |
|    | Portogallo (bandiera) | PIV   | Nino         |
|    | Portogallo (bandiera) | UNI   | Tuquinha     |
|    | Portogallo (bandiera) | UNI   | Calixto      |

## Palmarès
- 1 Taça de Portugal de Futsal: 1998/1999